# Gaston Lenthe

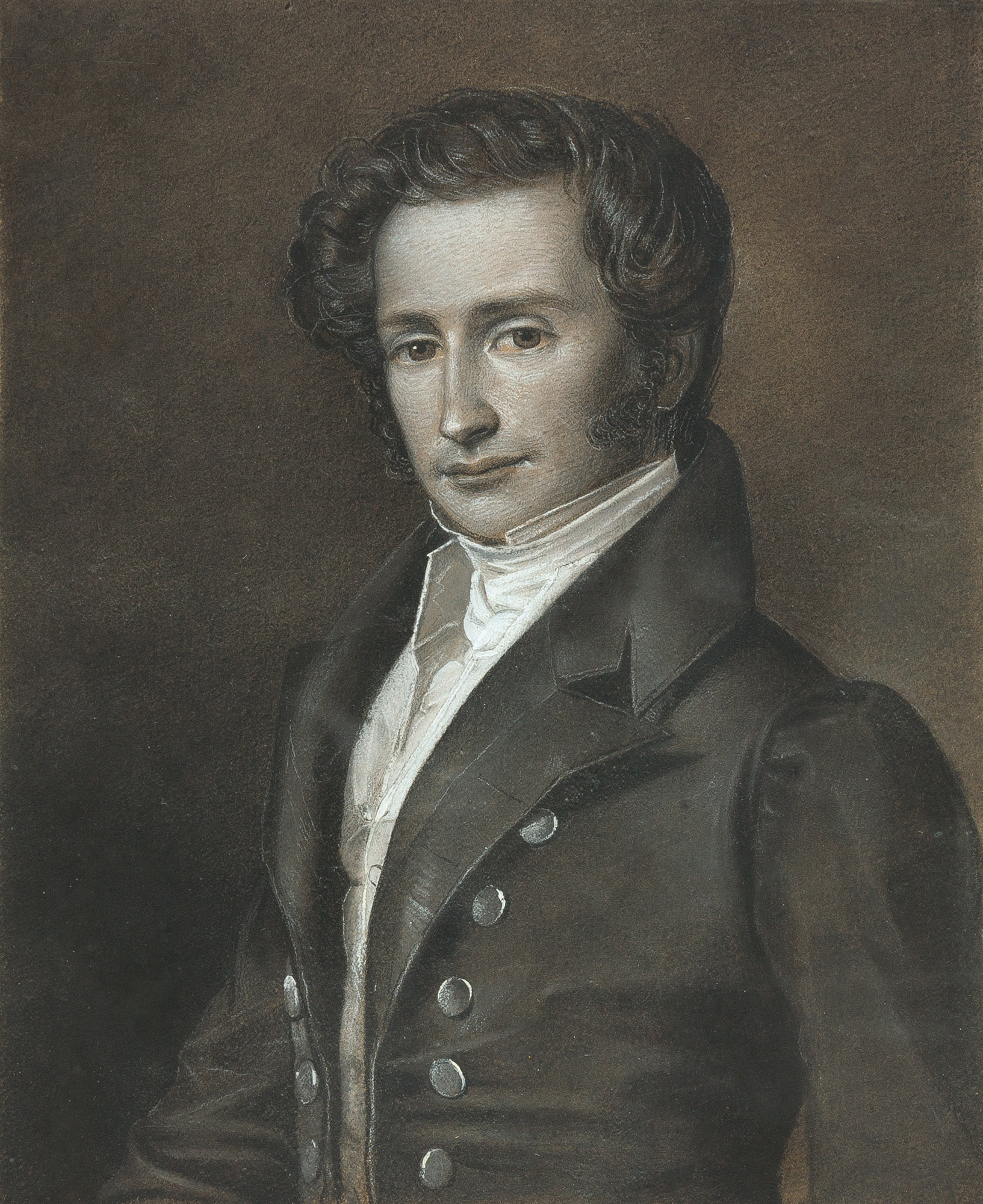
Gaston Lenthe (von Franz Krüger, 1831)

Gaston Camillo Lenthe (* 9. August 1805 in Dresden; † 27. Dezember 1860 in Schwerin) war ein deutscher Kunstmaler.

## Leben
Gaston Lenthe wurde als zweiter Sohn des mecklenburgischen Malers, Kupferstechers und Lithographen Friedrich Lenthe (1774–1851) und dessen Frau Christina Magdalena, geborene Hesse, geboren und hatte noch drei Geschwister.
Er wuchs in einer künstlerischen Umgebung auf und begann schon frühzeitig zu zeichnen.
Um 1810 übersiedelte die Familie nach Ludwigslust und wohnten in einem Haus an der Schlossstraße. Dort wurde er von seinem Vater weiter in Kunst und Wissenschaft unterrichtet, denn in unmittelbarer Nähe befand sich der Arbeitsplatz des Vaters, die Carton-Fabrique, die zusammen mit der Bildhauerwerkstatt zum Baubetrieb des Schlosses gehörte.
Von 1822 bis 1824 studierte er an der Kunstakademie Dresden bei Moritz Retzsch, einem sehr produktiven, heute aber ein nahezu vergessener Historien- und Bildnismaler. Sein Vater war auch in Dresden an seiner Seite, denn er hatte vom Großherzog Friedrich Franz I. die Genehmigung erhalten, seine kränkelnde Frau nach Dresden zur Kur zu begleiten und zugleich dort eigene Studien zu betreiben.
Die Familie wohnte in der Pirnaischen Vorstadt, Neue Gasse 174 und blieb dort bis 1823.
1825 ging Gaston Lenthe, versehen mit einer großherzoglichen Beihilfe für sein Studio der Mahlerkunst, zur Kunstakademie Berlin und kehrte 1826 nach Dresden zurück. Über eine kurze Reise 1829 nach Karlsruhe und München ging er 1830 an den mecklenburgischen Hof nach Ludwigslust und Schwerin. Dort arbeitete er bis 1833 zusammen mit Carl Georg Schumacher an den Fresken in den beiden großen Sitzungssälen des neuen Kollegiengebäudes in Schwerin, die 1865 einem Brand zum Opfer fielen. Nach Abschluss dieser Arbeiten gewährte ihm der Großherzog Friedrich Franz I. am 30. Dezember 1833 eine Sicherstellung künftiger Versorgung.
Eine Studienreise nach Italien, die Wunschreise aller Künstler, führte Gaston Lenthe 1834 über Venedig, Verona, Mailand und Florenz nach Rom, wo er bis zum 8. August 1835 blieb. Nach der Rückkehr aus Rom bekam er 1836 in Ludwigslust eine Anstellung als Zeichenlehrer der Prinzessin Helene zu Mecklenburg-Schwerin, später auch des Herzogs Wilhelm. Daneben war er bei einem jährlichen Gehalt von 200 Talern bei seinem Vater als Gehilfe in der Gemäldegalerie zugeordnet.
1837 siedelte er an die neue Residenz nach Schwerin über, wo er zunächst in der Apothekerstraße 30 und später in der Arsenalsstraße 14, einem Haus am Pfaffenteich, wohnte. Am 18. Mai 1838 wurde er zum Hofmaler ernannt.
Gaston Lenthe heiratete am 7. Juni 1839 die 19-jährige Pauline Juli Charlotte Piper, die zweitjüngste Tochter des Pastors und Kirchenrats August Piper (1771–1856) und dessen Frau Hedwig Sophie, geborene Boldt, aus Kieve, einem Dorf südlich der Müritz. Sie hatten sechs Kinder.
In den Folgejahren erhielt Lenthe zahlreiche Aufträge für Altarbilder in mecklenburgischen Kirchen. So auch 1840 vom Großherzog Paul Friedrich den Auftrag, das Altarbild im Schweriner Dom mit den Maßen von 7 × 5,50 Meter zu malen. Lenthe führte das Altarbild 1843 und 1844 in Berlin aus, wo er dazu den Rat von Peter Cornelius einholte. Außer Altarbildern und Porträts malte Lenthe im Laufe der Jahre aufgrund mehrerer Aufträge verschiedene Kartons zu biblischen Themen, die dem Glasmaler Ernst Gillmeister als Vorlage für Kirchenfenster dienten. So für die Marienkirche (Röbel), die Georgenkirche in Waren, die Klosterkirche zu Dobbertin und die Schweriner Schlosskirche.
Nach dem Tode seines Vaters 1851 wurde er neben seiner Tätigkeit als Maler wieder als Gehilfe bei der Großherzoglichen Gemäldegalerie in Schwerin. Im April 1852 erhielt Lenthe den Auftrag zur Ausarbeitung von Entwürfen für die Chorfenster in der Schweriner Schlosskirche. Dazu reiste er im Oktober 1852 zusammen mit Ernst Gillmeister zur Kunstausstellung nach Berlin. Der Vertrag wurde erst am 21. Mai 1853 unterzeichnet. Die Einweihung der Schlosskirche fand am 14. Oktober 1855 statt.
Nach Fertigstellung des Altarbildes im Schweriner Dom erhielt Lenthe auf Anraten des Geheimen Archivrat Friedrich Lisch, der seit 1853 als Konservator für Kunstdenkmäler des Großherzogtums Mecklenburg-Schwerin war und mit der denkmalpflegerischen Betreuung der inneren Restaurierung der Dobbertiner Klosterkirche beauftragt wurde, einen weiteren großen Auftrag im Kloster Dobbertin. In einem Schreiben vom 30. Dezember 1854 an den Dobbertiner Klosterhauptmann Julius Freiherr von Maltzan riet Lisch dazu, das Altarbild auch von Lenthe malen zu lassen, da dieser der einzige erfahrene Maler im Lande in kirchlicher Kunst ist. Schon am 11. Januar 1855 schrieb der Klosterhauptmann Freiherr von Maltzan an Lenthe: Da wir so viel wie möglich inländische Künstler zur Ausschmückung der Kirche zu verwenden wünschen, so erlaube ich mir, hierdurch Ihnen den Antrag zu machen, die Anfertigung des hiesigen Altargemäldes zu übernehmen. Sie würden dadurch auch in die Lage versetzt, die von Ihnen gewünschte Harmonie  zwischen Altar und Glasfenstern zu erzielen. Die ersten Entwürfe zum Flügelaltar und den fünf Glasfenster im Chor legte Lenthe schon am 30. Januar 1855 vor. Mit der Gestaltung des Flügelaltars und des mittleren Chorfensters mit der Beweinung Christi, der Auferstehung und der Himmelfahrt Christi schuf Lenthe mit den drei zusammenhängenden Themen in unterschiedlichen Materialien ein prachtvolles Gesamtkunstwerk. Aus Sparsamkeitsgründen der Landesherren wurden aber erst nach der Neueinweihung der Klosterkirche am 11. Oktober 1857 die Predella durch den Historienmaler Gustav Stever und die vier seitlichen Chorfenster durch Ernst Gillmeister fertiggestellt.
Zusammen mit einigen anderen Schweriner Künstlern gründete Lenthe 1840 den Schweriner Verein der Künstler und Kunstfreunde. Hier sollen sich ursprünglich die beim Schweriner Schlossbau beschäftigten Künstler zu fröhlicher Geselligkeit zusammen gefunden haben. Anfangs war Lenthe der Sekretär des Vereins, später der Vorsitzende.
Für seine Arbeiten im Schweriner Schloss bekam er vom Großherzog Friedrich Franz II. zur Einweihung 1857 die Schlossmedaille in Silber und von König Friedrich Wilhelm IV. den Roten Adlerorden IV. Klasse verliehen.
Nachdem Lenthe ein tückisches inneres Leiden befallen hatte, von dem er ab 1858 wusste, starb er am 27. Dezember 1860 in Schwerin. Am 31. Dezember 1860 wurde er mit allen Ehren auf dem Domfriedhof in Schwerin beigesetzt, die kirchlichen Handlungen verrichtete der Hofprediger Jahn. Bereits am 8. Januar 1861 wandte sich die Witwe Pauline Lenthe an den Großherzog mit der bitte um Unterstützung ihrer minderjährigen Kinder, da sie in keiner Witwenkasse war. Der Antrag wurde vom Geheimen Kabinettsrat Eduard Prosch positiv unterstützt und am 1. Februar 1869 bedankte sich Pauline beim Großherzog, dass ihre vier Töchter inzwischen versorgt seien.

## Leistungen
Nach Aussage des Malerkollegen Friedrich Lange war Lenthe ein „mit dem Stock des Vaters gemachter“ Maler. Ein Urteil, das aufgrund der aktuellen Forschung und Bewertung der Leistung von Gaston Lenthe als sehr subjektiv und unzutreffend eingeschätzt werden muss. Lenthes umfangreiches Werk, das aus religiösen Motiven, Porträts, einer kleineren Zahl Genre- und wenigen Landschaftsbildern besteht, ist stark von einem Realismus der Nazarener bestimmt. Tatsächlich war deren Hauptvertreter Peter von Cornelius künstlerischer Berater für das Altarbild im Schweriner Dom.
Lenthes Vorlagen für Kirchenfenster wurden seinerzeit von dem Glasmaler Ernst Gillmeister sorgfältig umgesetzt. Hervorzuheben sind hier vor allem das Weihnachtsfenster im Schweriner Dom und das mittlere Chorfenster der Klosterkirche Dobbertin, die beide schon von der zeitgenössischen Kritik hochgelobt wurden.

## Werke
- Porträts
  - Theodor Kliefoth, Oberkirchenrat, 1853
  - Herzogin Ulrike Sophie zu Mecklenburg (1835, Kopie nach Georg David Matthieu)
- Altarbilder
  - Dorfkirche Altkalen: früher Altarbild Kreuzifixus mit Maria und Johannes, 1854
  - Stadtkirche Bad Sülze: Altarbild Kruzifixus mit Maria und Johannes, 1854
  - Dorfkirche Bäbelin: Altarbild Kreuzabnahme, 1860
  - Dorfkirche Barkow: Altarbild Christus mit Brot und Kelch, 1853
  - Dorfkirche Blankenhagen b. Ribnitz: früher Altarbild Auferstehung Christi, 1856
  - Dorfkirche Boitin: Altarbild Christus in Gethsemane um 1846
  - Dobbertiner Klosterkirche: Flügelaltarbild  Beweinung Christi, 1857
  - Stadtkirche Kröpelin: Altarbild Kreuzigung, 1857
  - Stadtkirche Laage: Lasset die Kinder zu mir kommen, Juni 1851
  - Stadtkirche Lübz: früher Altarbild  Taufe Christi im Jordan, 1848 (seit 1963 in der Turmhalle)
  - Stadtkirche Marlow: Altarbild Christus, Juni 1851

- - Dorfkirche Mestlin: Altarbild Kreuzigung, 1859
  - Dorfkirche Neuhof: Altarbild Kruzifixus mit Maria und Johannes, 1860
  - Recknitz: Altarbild Kreuzigung, 1850
  - Röbel/Müritz, St. Marien: Altarbild Abendmahl, 1852[23]
  - Schwerin, Kollegiengebäude: Ausmalung des Sitzungssaales des Kammer-Kollegiums, 1833
  - Schwerin, Dom: Kreuzigung, 1843/44
  - Schwerin, Schelfkirche: Christi Himmelfahrt 1858 (eines seiner hervorragenderen Werke)
  - Stadtkirche Warin: Segnender Christus, 1853
  - Dorfkirche Woserin: Altarbild Kreuzifixus mit Maria und Johannes, 1857
  - Schwerin, Paulskirche: Der Zinsgroschen (in der Sakristei) um 1860
  - Klosterkirche Tempzin: Altarbild Kreuzabnahme, 1850
  - Dorfkirche Zepkow: Altarbild Kreuztragender Christus, 1852/53
  - Sárvár, Evangélikus templom: Kreuzigung, 1858

- Glasmalereien (Entwürfe), alle ausgeführt durch Ernst Gillmeister
  - Schwerin, Dom: Anbetung der Hirten = Geburt Christi, 1847/48 (in der Turmhalle)
  - Schwerin, Schlosskirche, 1855, 1907 ersetzt; Entwürfe im Schlossmuseum erhalten
    - Fenster 1: Sündenfall, Vertreibung aus dem Paradies, Verheißung Abrahams, Noahs Opfer, Abrahams Opfer, Moses mit den Gesetzestafeln, Erzengel Michael
    - Fenster 2: Josua und Gideon, Jephta und Simson, Eli und Samuel, David und Salomon, Jeremia und Jesaja, Ezechiel und Daniel, Erzengel Gabriel
    - Fenster 3: Geburt Christi, Der zwölfjährige Christus im Tempel, Johannes der Täufer, Taufe Christi, Engel mit Evangelium
    - Fenster 4: Abendmahl, Kreuzigung, Dreieinigkeit
    - Fenster 5: Grablegung, Die drei Marien am Grabe, Auferstehung Christi, Maria Magdalena, Engel mit Spruchband

  - Dobbertin, Klosterkirche: Auferstehung, Himmelfahrt, Gott Vater, 1855
  - Waren (Müritz), St. Georgen: Moses und Jesaja, Grablegung, Auferstehung um 1856
  - Röbel/Müritz, St. Marien: Ostfenster
- Ludwigslust, Stadtkirche: Entwürfe für 2 seidene Kelchvelen, 1860
- Stadtkirche Röbel/Müritz, St. Marien: Entwürfe für 3 Portalfiguren Kruzifix, Maria, Josef, 1850  (modelliert von Bildhauer Scholinus)

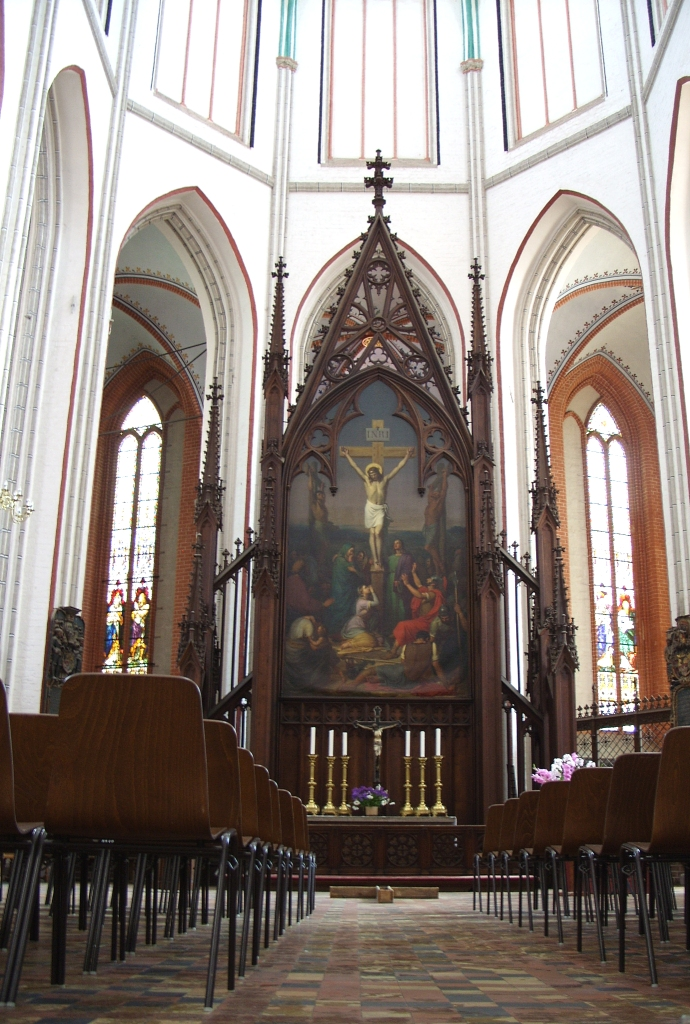
Altarbild Dom Schwerin (2007)
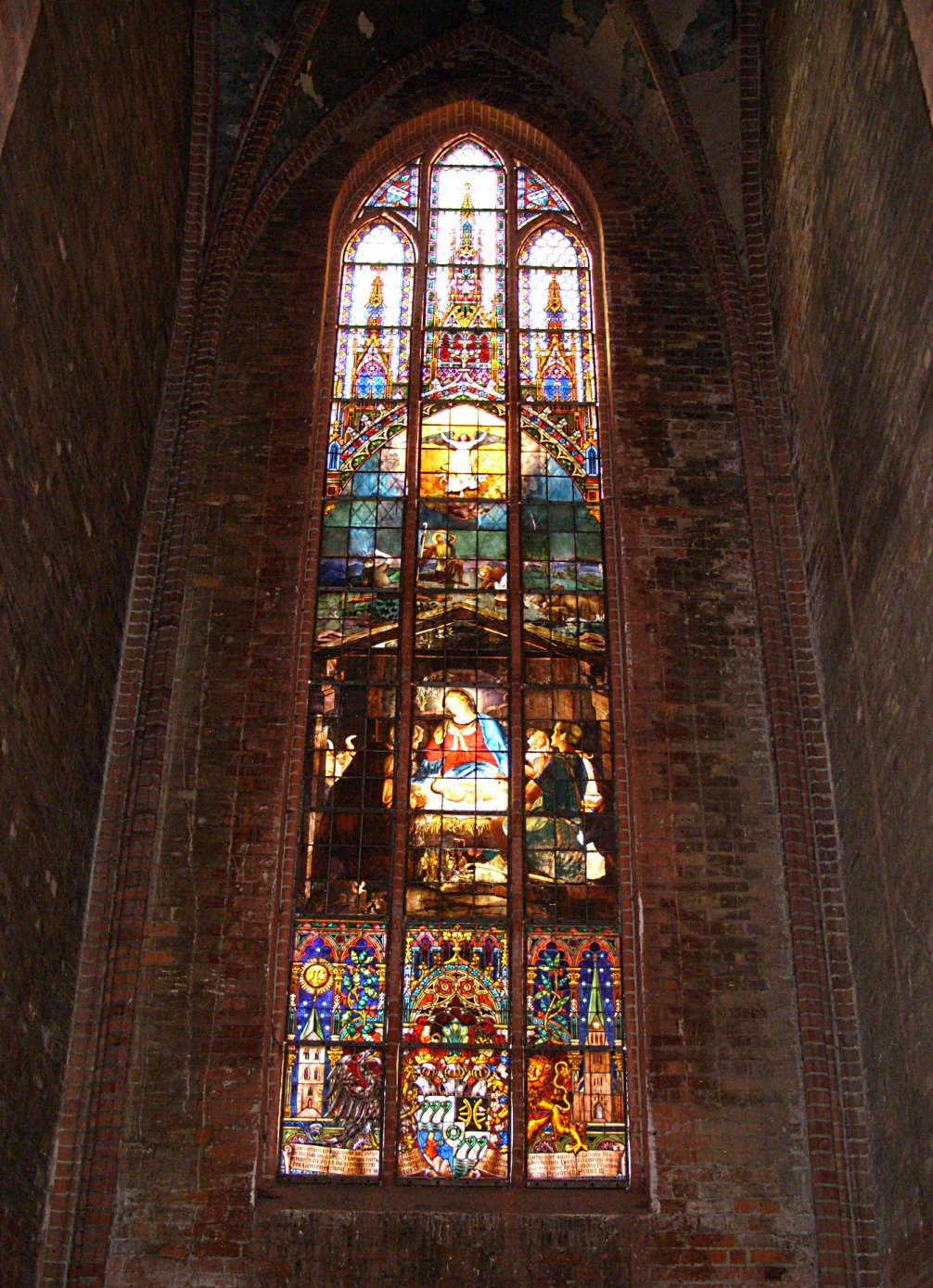
Weihnachtsfenster Dom Schwerin (2007)
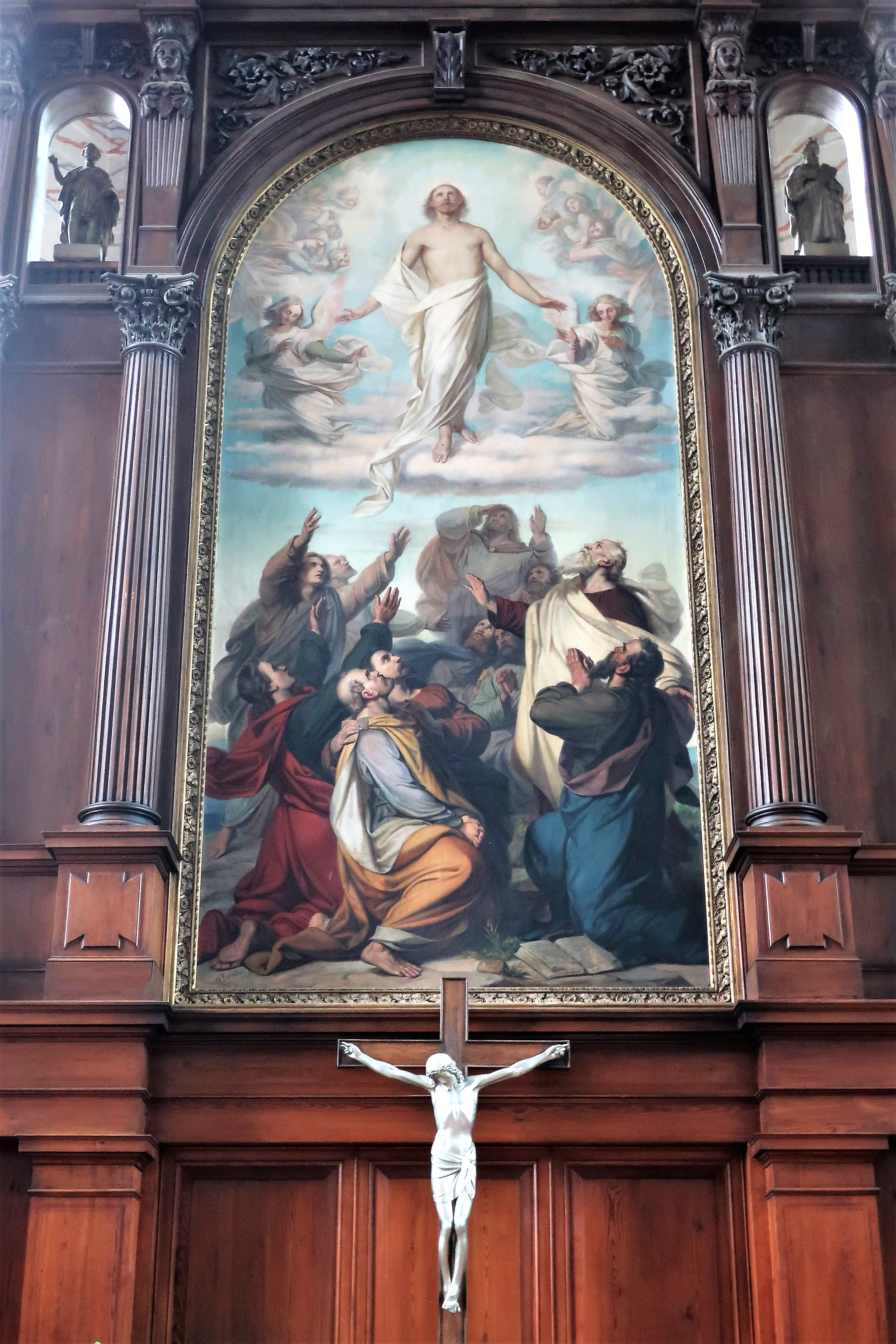
Altarbild Schelfkirche Schwerin (2023)
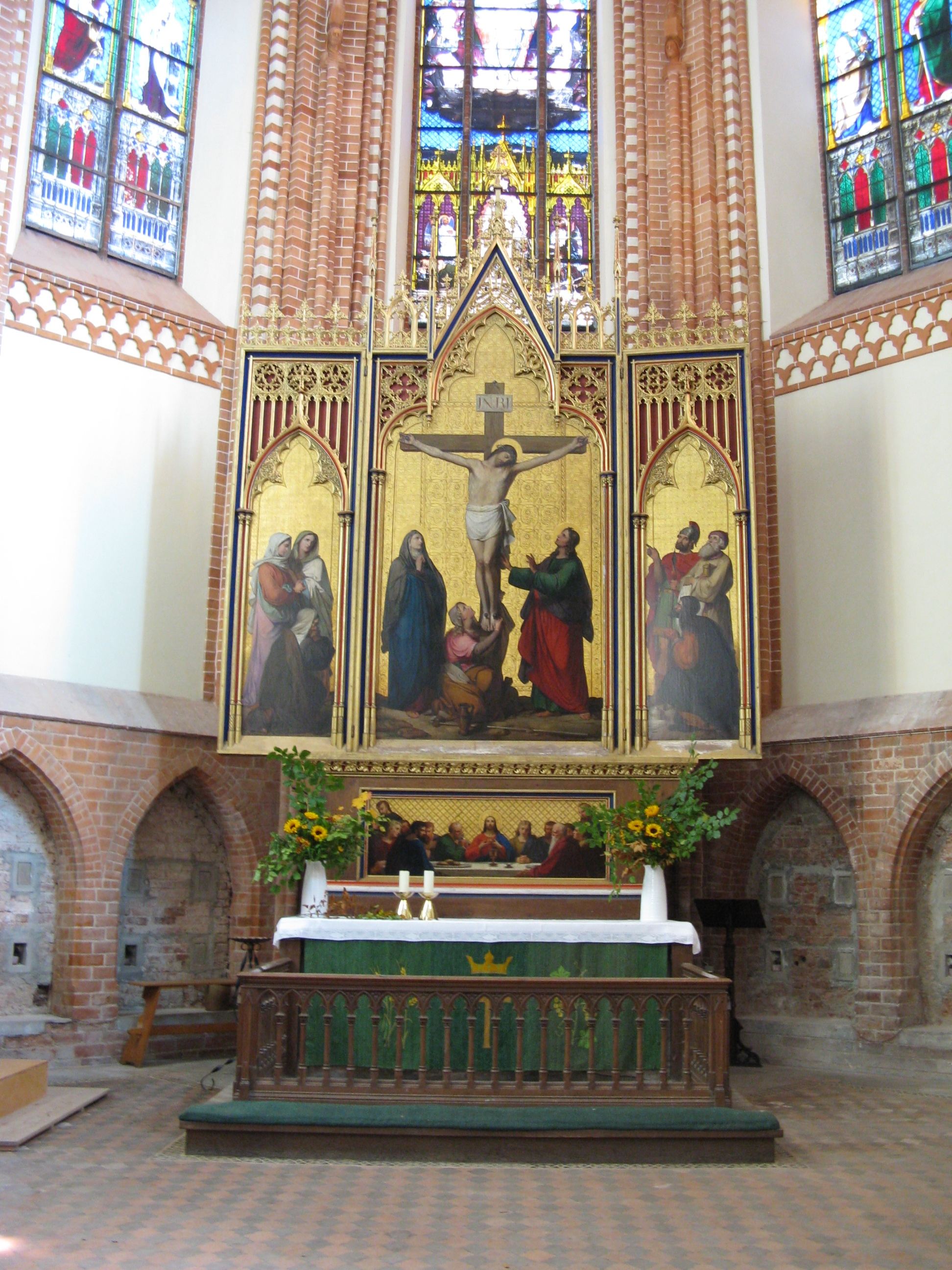
Altargemälde in der Klosterkirche Dobbertin (2009)
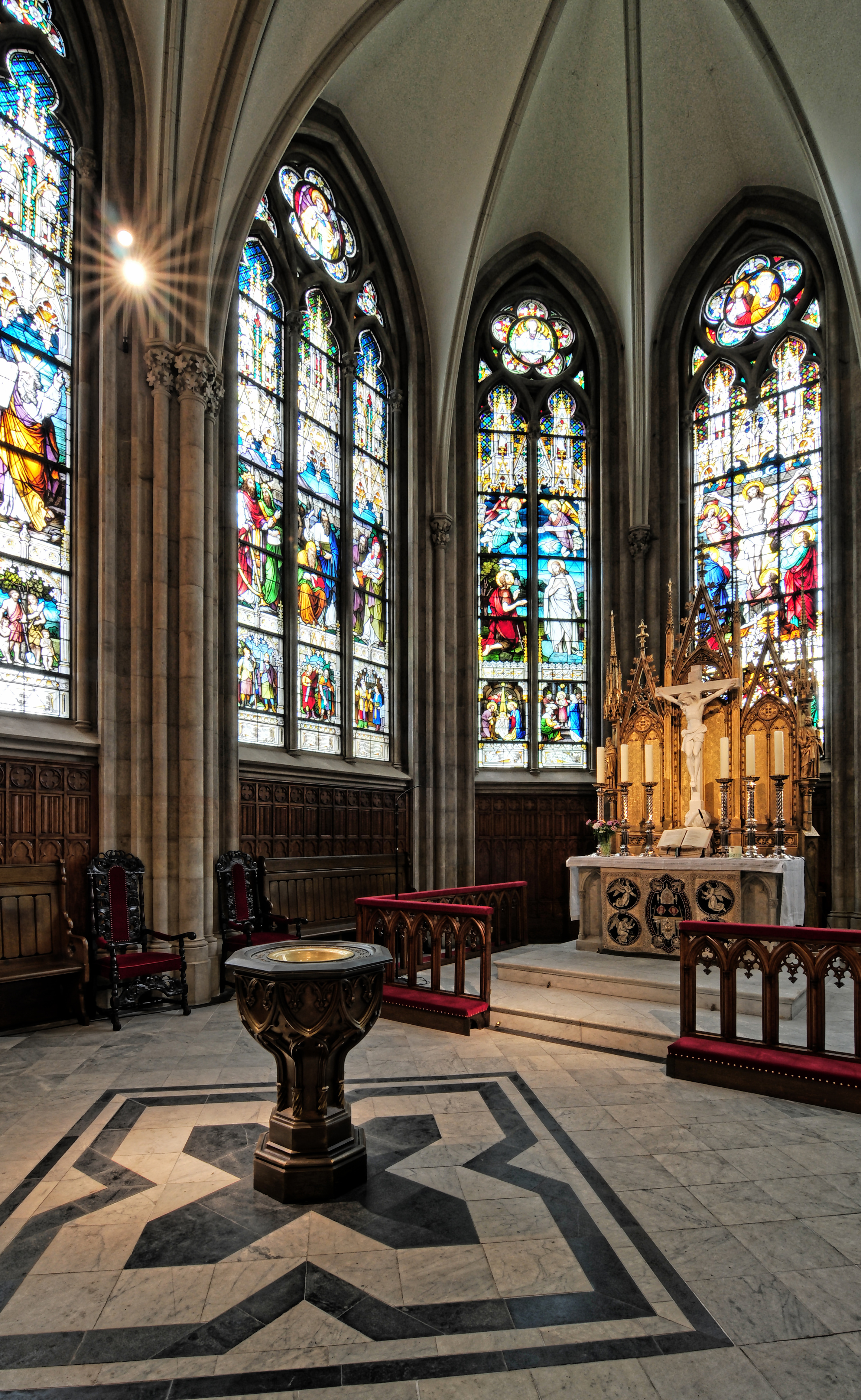
Schloßkirche Schwerin (2015)

### Ungedruckte Quellen
- Landeshauptarchiv Schwerin (LHAS)
  - LHAS 2.12-1/26 Hofsachen, VI, Hofverwaltung und Hofeinrichtungen, Kunstsammlungen, Angebote und Erwerbungen.
  - LHAS 2.26-1 Großherzogliches Kabinett I., II., III.
  - LHAS 2.26-2 Hofmarschallamt Personalia.
  - LHAS 3.2-3/1 Landeskloster/Klosteramt Dobbertin. Nr. 3235. Verhandlungen und Gutachten über die Umgestaltung der Kirche zu Dobbertin 1854–1857.
  - LHAS 10.09-L/6 Personennachlass Lisch, Friedrich.
    - Bildende Kunst. Nr. 137. Vorschlag Gustav Lenthes für Anfertigung eines Bildnisses vom Herzog Johann Albrecht, 1846–1872.
    - Denkmalpflegerische Arbeiten. Nr. 182. Korrespondenz mit Hofmaler Gustav Lenthe aus Schwerin zur Kirche in Alt Röbel, 1847–1858, Nr. 193. Restaurierung der Kirche in Dobbertin, Briefe vom Maler Gaston Lenthe, 1854–1858.
- Staatliches Museum Schwerin
  - Kupferstichkabinett
- Familienarchiv Fries/Kramer, Duisburg
  - Gustav Kramer, Tagebuchaufzeichnungen (unveröffentlicht) 1834/1835. Lebenserinnerungen (ohne Datum).